# بوآی شنی باریک
 بوای شنی باریک(نام علمی: Eryx elegans) نام یک گونه از تیره اژدرماران است.